# 小行星6420
小行星6420（英語：6420 Riheijyaya）是一颗围绕太阳公转的小行星。1993年12月14日，小林隆男在大泉町发现了此天体。
这颗小行星的绝对星等为50.49921等。